# پاتریک ایمبرت (کارگردان)
پاتریک ایمبرت (فرانسوی: Patrick Imbert) فیلمساز، کارگردان، انیماتور، مدیر عکاسی و صدابرداری اهل فرانسه است.

## زندگی‌نامه
پاتریک ایمبرت اهل ترو فرانسه است. او منطقه زادگاهش را ترک کرد تا وارد مدرسه گوبلین در پاریس شود و در آنجا انیماتور شد.

## فیلم‌شناسی

### کارگردان
- ۲۰۱۷: روباه بد گنده و قصه‌های دیگر… (متشکل از سه فیلم کوتاه، کارگردانی دو فیلم از سه فیلم کوتاه) با بنجامین رنر
- ۲۰۲۱: اجلاس خدایان

### فیلمنامه‌نویس
- ۲۰۲۱: اجلاس خدایان

### انیماتور
- ۲۰۰۲: کورتو مالتی، دادگاه محرمانه مخفی (انیمیشن)
- ۲۰۰۳: The Three Wise Men (انیمیشن)
- ۲۰۱۲: ارنست و سلستین (کارگردان انیمیشن)
- ۲۰۱۵: آوریل و دنیای جعلی (کارگردان انیمیشن)
- ۲۰۱۷: روباه بد گنده و قصه‌های دیگر…

### فیلم‌های کوتاه
- ۲۰۰۱: مرگ بر توده‌ها (مدیر فیلمبرداری)
- ۲۰۰۲: کار، کار! (مهندس صدا)
- ۲۰۰۴: پیاده‌روی میوه (مهندس صدا)
- ۲۰۱۴: بنگ بنگ! (انیمیشن)
- ۲۰۱۵: ویکتور لبرون؟ (مهندس صدا)